# Pajaritos fritos
Los pajaritos fritos son una especialidad culinaria tradicional del sur de España servida frecuentemente como tapa que consiste en un conjunto de pequeños pájaros (pajaritos por ser de pequeñas dimensiones) fritos en una sartén (a veces también se solían preparar asados) servidos en una cazuela de barro. En la actualidad el consumo (comercio) y caza (en la modalidad tradicional de caza con red) de algunos de los pajarillos tradicionalmente empleados está prohibido en territorio europeo y por extensión en España.

## Características
Las especies empleadas eran generalmente de pequeño tamaño, entre ellas se encuentra la curruca capirotada (ave frugívora que vive en Andalucía), aunque generalmente el plato consistía en una mezcla de pájaros diversos debido principalmente a su forma de caza en red que no lograba discriminar especies (en la actualidad es una actividad cinegética completamente prohibida). 
Los pajaritos se limpiaban de plumas y se freían, para servirse calientes en forma de tapa, por docenas. Algunos autores describen en el siglo XVII su preparación en forma de hatillos de seis "paxarillos" lardeados con tocino y asados todos ellos juntos a la sartén con unos dientes de ajo y algo de pan rallado y perejil finamente picado. Era antiguamente comida de Taberna que hasta poco más del finales del siglo XX se servía como tapa en algunos bares de España, hoy en día con la prohibición de su comercialización se ha convertido en un alimento tabú. Aun así, suelen cocinarse en algunos bares y restaurantes un híbrido con codornices (no están prohibidas) de cultivo.